# British Standards Institution
Die BSI Group (British Standards Institution) ist eine global agierende Normungsorganisation für die Entwicklung von Standards, Training, Auditierung und Zertifizierung. BSI prüft und bewertet weltweit Produkte und Managementsysteme nach international gültigen Normen in Unternehmen verschiedener Branchen. BSI unterstützt Unternehmen dabei ihre Prozesse zu optimieren und die Leistung zu steigern, nachhaltig zu wachsen, Risiken zu managen und letztlich widerstandsfähiger zu werden und mehr Vertrauen zu genießen.

## Geschichte
Die Organisation wurde im Januar 1901 von den Bauingenieuren John Wolfe-Barry und Douglas Fox als Engineering Standards Committee (ESC) gegründet, mit dem Ziel, Normen für Waren und Dienstleistungen zu erstellen. Eine der ersten Normen legte die Abmessungen von Straßenbahnschienenprofilen fest. Sie ermöglichte, dass Schienen und Laschen von verschiedenen Herstellern gekauft werden konnten, ohne Gefahr, dass die gekauften Teile nicht zusammenpassen würden. Andere frühe Normen betrafen Portlandzement, Dampflokomotiven für Britisch-Indien und Werkstoffe für Flugzeuge.

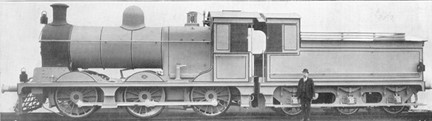
BESA-Lokomotive für Britisch-Indien (Baureihe SG)

1903 entstand das Kennzeichen British Standard,  das meist als Kitemark bezeichnet wird. Aus der Organisation wurde 1918 die British Engineering Standards Association (BESA), deren Namen auch zur Bezeichnung der nach den Normen der Organisation gebauten BESA-Lokomotiven verwendet wurde. Nachdem sie 1929 eine Royal Charter erhalten hatte, änderte der Namen 1931 in British Standards Institution (BSI). Die dritte und letzte Namensänderung erfolgte 1998: eine Überarbeitung der Charter ermöglichte die Diversifizierung der Organisation und die Übernahme anderer Unternehmen, was zur Umbenennung in BSI Group führte.

## BSI in Deutschland
Seit 1998 verfolgt die BSI-Gruppe eine Politik des internationalen Wachstums durch Akquisitionen, in Deutschland wie folgt:
- 2006: BSI Group übernimmt NIS ZERT[6]

- 2009: Eurocat wird Teil der BSI Group[7]
- Juli 2012: Rebranding und neue Corporate Identity für BSI
- September 2012: Umzug von Darmstadt und Hanau nach Frankfurt am Main
- November 2012: Neueröffnung des Büros in der Hanauer Landstraße 115 in Frankfurt am Main
- April 2013: Peter U.E. Leveringhaus wird Geschäftsführer
- Oktober 2013: Verkauf von Test Labor an CSA Group
- 2015: Umstellung der Benannten Stelle Nr.0535 auf Nr.0086
- Januar 2016: Einführung der Produktzertifizierung in Deutschland
- November 2018: BSI Group übernimmt AirCert GmbH mit Sitz in München[8]
- Februar 2019: BSI Group erhält in den Niederlanden den Status einer Benannten Stelle für die Bauprodukteverordnung (BauPVO) und für Medizinprodukte (MDD, AIMDD und IVDD)[9]
- April 2020: Tatiana Tarasova wird Geschäftsführerin

## Tätigkeit
BSI ist als nationale Normungsorganisation Großbritanniens und Gründungsmitglied der ISO für die Veröffentlichung britischer, internationaler und europäischer Normen in englischer Sprache verantwortlich.
BSI hat bis heute über 59.000 Normen entwickelt. Als globaler Spezialist für Branchenstandards hat BSI über 84.000 Unternehmen auf ihrem Weg zur Prozesseffizienz und Nachhaltigkeit begleitet, u. a. in den Branchen
- Automobilindustrie und Maschinenbau
- Dienstleistungen, Energie und Versorgung
- Gesundheitswesen und Medizintechnik
- IT und Technik
- Lebens- und Futtermittel
- Luftfahrt, Transport und Logistik

Die Gruppe ist heute mehr als 193 Ländern, an 75 Standorten rund um den Globus und mit über 4.500 Mitarbeitern tätig.

## Zertifizierung von Managementsystemen und BSI Akademie
Mit 84.000 Kunden ist BSI Group eine der weltweit größten Zertifizierungsstellen. Sie prüft und zertifiziert weltweit Unternehmen, die Managementsystemnormen umsetzen. In der BSI Akademie werden Schulungskurse unter anderem rund um das Verständnis, die Implementierung und die Auditierung von Normen angeboten. Sie ist unabhängig akkreditiert und bewertet ein breites Spektrum von Normen und anderen Spezifikationen:
- ISO 9001 (Qualitätsmanagementnorm),
- ISO 13485 (Qualitätsmanagementsysteme für Medizinprodukte)
- ISO 14001 (Umweltmanagement),
- ISO 50001 (Energiemanagementsysteme),
- ISO 45001 (Gesundheit und Sicherheit am Arbeitsplatz),
- ISO/IEC 27001 (zuvor BS 7799 für Informationssicherheit),
- ISO/IEC 20000 (zuvor BS 15000 für IT-Service-Management);
- PAS 99 (Integrierte Verwaltung),
- ISO 22301 (Betriebliche Kontinuität),
- IATF 16949 Qualitätsmanagement im Automobilsektor,
- ISO 19650 BIM (Building Information Modeling)
- ISO 22000 & FSSC 22000 Lebensmittelsicherheit
- AS9100, AS9110, AS9120 Luft- und Raumfahrt
- EU ETS Verifizierung von Emissionen/CO2-Bilanz

## Produktzertifizierungen und Prüfdienstleistungen im Gesundheitswesen
Innerhalb der Prüfungsdienste ist das bekannteste Produkt von BSI die Kitemark, eine eingetragene Zertifizierungsmarke, die erstmals 1903 verwendet wurde. Die Kitemark kennzeichnet Produkte oder Dienstleistungen, die im Rahmen eines Kitemark-Schemas als den Anforderungen der entsprechenden Spezifikation oder Norm bewertet und getestet wurden.
BSI führt auch Prüfungen von Produkten unter anderem für die CE-Kennzeichnung durch. Die CE-Kennzeichnung muss auf einer breiten Palette von Produkten angebracht werden, die für den Verkauf im Europäischen Wirtschaftsraum bestimmt sind. Häufig benötigen Hersteller oder Importeure für ihr Produkt eine Zertifizierung durch einen Dritten (eine akkreditierte oder Benannte Stelle). BSI hat den Status einer Benannten Stelle für 15 EU-Richtlinien, darunter Bauprodukte, Schiffsausrüstung, Druckausrüstung und persönliche Schutzausrüstung. BSI führt auch Prüfungen für Hersteller durch, die neue Produkte entwickeln, und verfügt über Einrichtungen zur Durchführung von Prüfungen in einem breiten Spektrum von Sektoren, darunter Bauwesen, Brandschutz, elektrische, elektronische und technische Produkte.
Innerhalb des Gesundheitswesens bietet BSI regulatorische und Qualitätsmanagement-Überprüfungen und Produktzertifizierungen für Hersteller von Medizinprodukten in Europa, den Vereinigten Staaten, Australien, Japan, Taiwan, Kanada und China an. In den USA, dem weltweit größten Markt für das Gesundheitswesen, ist BSI Marktführer.